# Прохладный воздух
«Прохладный воздух» (англ. Cool air) — чёрно-белый фильм ужасов 1999 года, снятый Брайаном Муром. В главной роли Джек Доннер. Оператор Майкл Братковски. Фильм основан на рассказе Говарда Лавкрафта «Холод». Фильм является началом многотомной серии под названием The H.P. Lovecraft Collection. Предполагается, что в сериал войдут лучшие фильмы, представленные на кинофестивале Лавкрафта в 1999 году.

## Сюжет
В 1920-х годах обедневший писатель ужасов Рэндольф Картер снимает комнату у миссис Капрецци, пожилой домовладелицы. Вскоре после того, как он заселился в ветхую и почти пустую комнату, он обнаруживает на полу лужу аммиака, просочившуюся из комнаты наверху. Миссис Капрецци, убирая аммиак, развлекает Рэндольфа странными историями о докторе Муньосе (Джек Доннер), эксцентричном пожилом джентльмене, живущем в комнате наверху. Позже у Рэндольфа случается сердечный приступ, и он с трудом добирается до кабинета врача, где его лечат нетрадиционным лекарством и он замечательно выздоравливает. Подружившись с доктором, Картер вскоре узнает ужасную правду о состоянии доктора, о том, почему в его комнате очень холодно, и о хрупкой грани, разделяющей жизнь и смерть.

## В ролях
- Брайан Мур — Рэндольфа Картера
- Джек Доннер — доктора Муньоса
- Вера Локвуд — миссис Капрецци
- Дьюки Мухомор — бездомного
- Рон Форд — ремонтник

## Производство
«Прохладный воздух» был снят в Глендейле, штат Калифорния, США, в течение нескольких выходных с использованием обычной 16-мм камеры CP-16R, принадлежащей оператору-постановщику Майклу Братковски. Фильм был снят на обычной 16-мм пленке Ilford Black and White.

## Премьера
«Прохладный воздух» показали 15 октября 1999 года на кинофестивале Говарда Лавкрафта.